# Deivis Granados
Deivis Davis Granados Fontalvo (nacido el 16 de mayo de 1981 en Barranquilla ) es un exfutbolista colombiano que jugó como defensor.

## Trayectoria
Granados comenzó jugando para el Johann Futbol Club en donde jugó 60 partidos y anotó 1 gol, a inicio del 2005 fue anunciado como nuevo jugador del Barranquilla FC en donde jugó 92 partidos y anotó 4 goles desde el 2005 hasta el 2007, en el 2008 fue anunciado como nuevo jugador del San Francisco FC en donde jugó 14 partidos incluyendo los partidos en la fase de grupos de la Liga de Campeones de la CONCACAF 2008-09. en el 2009 fue anunciado como nuevo jugador del Atlético Chiriquí en donde jugó hasta el 2012, el 11 de diciembre de 2012 fue anunciado como nuevo jugador del Zulia FC.pero por temas administrativos no debutó y regreso al Atlético Chiriquí en donde jugó con el club hasta el 2015.

## Clubes
| Club               | País      | Año         |
| ------------------ | --------- | ----------- |
| Johann Futbol Club | Colombia  | 2003 - 2004 |
| Barranquilla FC    | Colombia  | 2005 - 2007 |
| San Francisco FC   | Panamá    | 2008        |
| Atlético Chiriquí  | Panamá    | 2009 - 2012 |
| Zulia FC           | Venezuela | 2013        |
| Atlético Chiriquí  | Panamá    | 2013 - 2015 |

## Palmarés

### Títulos nacionales
| Título           | Club              | País   | Año    |
| ---------------- | ----------------- | ------ | ------ |
| Segunda División | Atlético Chiriquí | Panamá | 2013-A |